# Ajdir
Ajdir eller  Axdir (arabisk:  أجدير) er en by i Rifbjergene i det nordlige Marokko med 5.630 (2024) indbyggere.
Byen ligger i provinsen Al Hoceïma i regionen Tanger-Tetouan-Al Hoceima. omkring 7 km fra byen Al Hoceïma. Den er tæt bebygget og ligger i pendlerafstand til Al Hoceïma. Dette har givet en dynamisk vækst og anledning til en del moderne arkitektur.

## Historie
Ajdir var mellem 1921 og 1926 hovedstad for Rifrepublikken.
På den lokale berberdialekt, tarifit, betyder Aŷdīr murfæstning. Ordet kommer antagelig fra punisk.